# Маковский, Вениамин Львович
Вениамин Львович Мако́вский (1905—1985) — советский инженер-строитель.

## Биография
Родился в 1905 году. Окончил Ленинградский институт инженеров путей сообщения (1928). В 1928—1931 годах работал на стройках прорабом и инженером-строителем.
С 1931 года инженер Управления Метростроя, инженер-проектировщик Метропроекта. В 1932 году (1 марта) опубликовал статью в «Правде», в которой впервые предложил построить метро глубокого заложения.
В 1954—1979 годах зав. лабораторией тоннелей и метрополитенов ЦНИИ транспортного строительства.
Доктор технических наук, профессор (1962).
Автор первых в СССР работ по технологии подземного строительства, разработчик проектов линий Московского метрополитена. Участвовал в совершенствовании щитового метода проходки тоннелей.

## Научные труды
Сочинения:
- Тоннели. Проектирование и строительство. — М., 1948;
- Современное метростроение. — М., 1975;
- Подводное тоннелестроение. — М., 1983.

## Награды и премии
- Сталинская премия второй степени (1947) — за усовершенствование и внедрение на строительство Московского метрополитена имени Л. М. Кагановича щитового метода проходки тоннелей, обеспечившего значительное повышение производительности труда на подземных работах.

## Семья
Сыновья:
- Лев Вениаминович Маковский — профессор, зав. кафедрой «Мосты, тоннели и строительные конструкции» МАДИ;
- Илья Вениаминович Маковский — первый заместитель генерального директора объединения «Ингеоком».